# Bosa d'York
Pour la ville d'Italie, voir Bosa.
Bosa est un prélat anglais mort vers 705.
Moine à l'abbaye de Whitby, il devient évêque d'York en 678, lorsque l'évêque Wilfrid est chassé du royaume par le roi Ecgfrith. Bosa occupe ce poste jusqu'à sa mort, survenue vers 705, hormis durant le bref retour de Wilfrid aux affaires en 687-691. Considéré comme un saint, il est fêté le 9 mars.

## Biographie

### Origines
D'origine northumbrienne, Bosa reçoit son éducation à l'abbaye de Whitby sous l'autorité de l'abbesse Hilda. Il entre ensuite à l'abbaye en tant que moine. Il fait partie des cinq évêques ayant été éduqués à Whitby, avec Oftfor, Ætla, Jean de Beverley et Wilfrid II.

### Évêque
En 678, l'évêque Wilfrid est déchu et exilé du royaume de Northumbrie. Le vaste diocèse d'York est alors divisé en trois, avec la création de nouveaux sièges à Hexham et dans le Lindsey. Bosa est nommé évêque d'York avec le soutien du roi Ecgfrith et de l'archevêque Théodore de Cantorbéry. Son diocèse correspond alors approximativement à l'ancien royaume de Deira. Bosa est sacré dans sa cathédrale à York par Théodore.
Wilfrid refuse quant à lui de considérer le nouvel évêque comme un membre de l'Église. Lorsqu'il rentre en Northumbrie, en 687, ayant retrouvé les grâces du pouvoir royal, Bosa est dépouillé de son évêché, qui est récupéré par Wilfrid. Quatre ans plus tard, ce dernier est à nouveau chassé de Northumbrie et Bosa est réinstallé à York. Durant son épiscopat, Bosa met en place une vie commune pour le clergé de la cathédrale d'York, ainsi qu'une liturgie continue. Le futur évêque de Hexham Acca grandit dans sa maisonnée.

### Mort
Bosa meurt à une date inconnue. Il est encore vivant en 704, mais sa mort est nécessairement survenue avant la nomination de son successeur Jean de Beverley, en 706. Le chroniqueur Bède le Vénérable le décrit comme un homme particulièrement méritant, pieux et humble.
Un calendrier liturgique rédigé au VIIIe siècle à York mentionne Bosa parmi les saints, mais c'est la seule trace de son culte avant la conquête normande de l'Angleterre. Dans sa liste des sépultures de saints, l'antiquaire anglais du XVIe siècle John Leland situe celle de Bosa à York. Il est fêté le 9 mars.